# Leptotyphlops gracilior
Leptotyphlops gracilior este o specie de șerpi din genul Leptotyphlops, familia Leptotyphlopidae, descrisă de Boulenger 1910. Conform Catalogue of Life specia Leptotyphlops gracilior nu are subspecii cunoscute.